# D.
『D.』（ディー）は、Des-ROWの1枚目のアルバムである。
リリースは2004年7月2日。初回版には特典として特製ステッカーが封入されていた。

## 概要
- コナミスタイルのみの販売。
- コナミスタイルにて予約が5000枚以上集まれば商品化という方向で企画がスタートし、予約が5000枚に達したことで商品化が決定した。
- BEMANIシリーズに提供された楽曲のアレンジ・ヴァージョン、及び新曲を収録している。
- ちなみに、収録されている楽曲のタイトルは全て原題と微妙に異なっている。全15曲。

## 収録曲
1. 大見解コア
『pop'n music 6』初出の「大見解」。
2. 男々道（悠激）
『pop'n music 9』初出の「男々道」。
YUの希望ということで、一部ゲーム版のトラックを流用している。
3. cobalt（スペシアルr）
『pop'n music 9』初出の「cobalt」。
4. PURE
『pop'n music 8』初出の「pure」。
5. Too late Two
『GUITARFREAKS 8th』&『drummania 7th』初出の「too late two」。
「PURE」の別バージョン楽曲。
6. カゲロウ(long ver)
『pop'n music 11』初出の「カゲロウ」。
原曲とは違い、バックのトランペットの音が無くなっている。
7. lime-light-iris
『ee'MALL』初出の「lime-light」。
「iris」の部分は、Des-ROWがアイリスの花が好きだったことからつけられた。
8. Funky sonic WorlD+
『GUITARFREAKS 10th』&『drummania 9th』初出の「Funky sonic World」。
9. 夢有89
『pop'n music 8』初出の「夢有」。
「89」はDes-ROW曰く、「この数字が人の寝ている姿に見えた」ことから付けられた。
10. THE PLACE TO BE（long）
『pop'n music 10』初出の「THE PLACE TO BE」。
11. VOIDDDD
『GUITARFREAKS 5th』&『drummania 4th』初出の「VOIDDD」。
この当時、原曲ボーカルのKevin Vicchioneがアメリカに帰国していたため、今回のボーカルはDes-ROWおよびムルムルが担当している。
12. INNOVATIONS
『pop'n music 5』初出の「INNOVATION」。
13. 夜間行（super heavy YUMIX）
『pop'n music 7』初出の「夜間行」。
14. ULTRA-BUTTERFLY（坤剛long）
『pop'n music 10』初出の「ULTRA-BUTTERFLY（坤剛力）」。
15. a-no-ther/day
新曲。

## 参加ミュージシャン
- Des-ROW
- YU
- ムルムル
- ナオキ189
- かも